# Pseudopontixanthobacter
Pseudopontixanthobacter là một chi vi khuẩn Gram âm.